# 山下陸奥
山下 陸奥（やました むつ、1895年（明治28年）12月24日 - 1967年（昭和42年）8月29日）は、日本の歌人。

## 経歴
広島県尾道市千光寺通りに生まれる。
尾道市立土堂小学校、広島県第一中学校（現広島県立広島国泰寺高校）を経て、東京高等商業学校（現一橋大学）中退。住友合資に入社し、愛媛県新居浜住友工業所に勤務。上司の川田順の勧めで佐佐木信綱の竹柏会に入り、新井洸、木下利玄に私淑。のち上京して信綱、石槫千亦を助けて「心の花」の編集を担当。信綱、久松潜一から国文学を学ぶ。
1930年（昭和5年）、歌誌「一路」を創刊、主宰した。「一路」には岡部桂一郎や山崎方代、塩野崎宏、角宮悦子などが参加したが、戦後に多く離反していった。門下の一人には相田みつをもいた。「一路」では1947年（昭和22年）から1948年（昭和23年）にかけて短歌の英訳という先進的な試みが行われていた。1935年（昭和10年）に信綱との齟齬から「心の花」を離脱したが、その26年後に川田、安藤寛を介して和解し、師弟関係を復活させた。
1966年（昭和41年）、1967年（昭和42年）、歌会始選者。1967年（昭和42年）8月29日午前7時45分、入院していた慶應義塾大学病院で血液障害のため死去した。故郷尾道市の天寧寺に眠る。

## 著書
- 『春 歌集』竹柏会（心の華叢書）1931
- 『作歌随想』竹柏会出版部 1932年
- 『霊鳥 歌集』一路会（一路叢書）1937
- 『短歌の表現と技巧』人文書院（一路叢書）1938
- 『短歌の探求』人文書院（一路叢書）1941
- 『平雪』人文書院（一路叢書）1944
- 『純林 歌集』人文書院（一路叢書）1948　のち短歌新聞社文庫（1997年）
- 『冬霞 歌集』白玉書房（一路叢書）1952
- 『山下陸奥作品集』白玉書房（一路叢書）1953
- 『山下陸奥歌集』日本文芸社（日本文芸叢書）1959
- 『短歌試論190』短歌新聞社 1965年

## 関連文献
- 塩野崎宏 歌人山下陸奥伝 短歌新聞社 1996年 ISBN 9784803908183